# Коммуна (Клетнянский район)
Коммуна — деревня в Клетнянском районе Брянской области в составе Мирнинского сельского поселения.

## География
Находится в северо-западной части Брянской области на расстоянии приблизительно 22 км на юго-запад по прямой от районного центра поселка Клетня к северо-востоку от деревни Тельча.

## История
Возникла в начале XX века, альтернативное название — Церковище. На карте 1941 года отмечена была как Коммуна «Красный Октябрь».

## Население
Численность населения: 16 человек (русские 100 %) в 2002 году, 7 в 2010.